# Tettigometra vitellina
Tettigometra vitellina är en insektsart som beskrevs av Franz Xaver Fieber 1865. Tettigometra vitellina ingår i släktet Tettigometra och familjen Tettigometridae.
Artens utbredningsområde är Turkiet. Inga underarter finns listade i Catalogue of Life.